# Elias Herzog
Elias Herzog (* 1949 in Österreich) ist ein österreichischer orthodoxer Mönch. Er war Bischof einer altkalendarischen und zweier altgläubiger Kirchen.

## Namen
- Michael Rauch, Geburtsname
- Michael Herzog, späterer weltlicher Name
- Antonius, 1999–2002, in der Kirche der wahren Christen Griechenlands (Auxentios-Synode)
- Ambrosius, 2002–2007, in der Russischen Orthodoxen Altritualistischen Kirche und der Orthodoxen Altritualistischen Kirche.
- Elias, seit 2007, im Ökumenischen Patriarchat von Konstantinopel

## Leben
Michael Rauch wurde in einer katholischen Familie eines Österreichers und einer vertriebenen Galiziendeutschen geboren. Er studierte katholische Theologie, Philosophie und Kirchengeschichte in Deutschland.
1975 wurde er evangelisch. Er ging nach zwei Jahren nach Deutschland und leitete dort eine evangelische Gemeinde.
1993 trat er zur Kirche der wahren orthodoxen Christen Griechenlands (Auxentios-Synode) über und wurde 1999 dort zum Mönch und Priester geweiht. 2000 wurde er Bischof von Deutschland und Nordeuropa.
2002 bat er um Aufnahme in die Russische Orthodoxe Altritualistische Kirche. Eine Synode entschied über den für die Kirche einmaligen Fall eines Übertritts eines Bischofs mit einem Teil seiner Gemeinde. Er musste alle geistlichen Weihen von der Taufe an neu erhalten und wurde Bischof von Augsburg und ganz Deutschland. 2004 kamen Gemeinden in Estland, Litauen und Lettland in seinen Jurisdiktionsbereich, dazu wurde er zum Bischof von Sankt Petersburg und Twer ernannt.
2005 wechselte er zur Orthodoxen Altritualistischen Kirche in Rumänien. Dort wurde er Bischof von Augsburg und ganz Deutschland.
2007 wechselte er zum Westeuropäischen Exarchat der Gemeinden mit russischer Tradition des Ökumenischen Patriarchats von Konstantinopel und wurde zum Erzdiakon und Erzmönch geweiht.